# Championnat d'Écosse de football 1933-1934
Navigation
Édition précédente Édition suivante
La 44e édition du championnat d'Écosse de football est remportée par  les Rangers FC. C’est le deuxième titre consécutif et le vingt et unième au total. Le club de Glasgow  gagne avec quatre points d’avance sur Motherwell FC.  Le Celtic FC complète le podium.
Le système de promotion/relégation reste en place: descente et montée automatique, sans matchs de barrage pour les deux derniers de première division et les deux premiers de deuxième division. Third Lanark AC et Cowdenbeath FC descendent en deuxième division. Ils sont remplacés pour la saison 1934/35 par Albion Rovers et Dunfermline Athletic.
Avec 41 buts marqués en 38 matchs,  Jimmy Smith des Rangers FC remporte pour la première fois le titre de meilleur buteur du championnat.

## Les clubs de l'édition 1933-1934
| Club                              | Ville       |
| --------------------------------- | ----------- |
| Aberdeen Football Club            | Aberdeen    |
| Airdrieonians Football Club       | Airdrie     |
| Ayr United Football Club          | Ayr         |
| Celtic Football Club              | Glasgow     |
| Clyde Football Club               | Glasgow     |
| Cowdenbeath Football Club         | Cowdenbeath |
| Dundee Football Club              | Dundee      |
| Falkirk Football Club             | Falkirk     |
| Hamilton Academical Football Club | Hamilton    |
| Heart of Midlothian Football Club | Édimbourg   |
| Hibernian Football Club           | Leith       |
| Kilmarnock Football Club          | Kilmarnock  |
| Motherwell Football Club          | Motherwell  |
| Partick Thistle Football Club     | Glasgow     |
| Queen of the South Football Club  | Dumfries    |
| Queen's Park Football Club        | Glasgow     |
| Rangers Football Club             | Glasgow     |
| Saint Johnstone Football Club     | Perth       |
| Saint Mirren Football Club        | Paisley     |
| Third Lanark Athletic Club        | Glasgow     |

## Compétition

### Classement
Le classement est établi sur le barème de points classique (victoire à 2 points, match nul à 1, défaite à 0).
| Rang | Équipe               | Pts | J  | G  | N  | P  | Bp  | Bc  | Diff |
| ---- | -------------------- | --- | -- | -- | -- | -- | --- | --- | ---- |
| 1    | Rangers FC TC        | 66  | 38 | 30 | 6  | 2  | 118 | 41  | +77  |
| 2    | Motherwell FC        | 62  | 38 | 29 | 4  | 5  | 97  | 45  | +52  |
| 3    | Celtic FC            | 47  | 38 | 18 | 11 | 9  | 78  | 53  | +25  |
| 4    | Queen of the South P | 45  | 38 | 21 | 3  | 14 | 75  | 48  | +27  |
| 5    | Aberdeen FC          | 44  | 38 | 18 | 8  | 12 | 90  | 57  | +33  |
| 6    | Heart of Midlothian  | 44  | 38 | 17 | 10 | 11 | 86  | 59  | +27  |
| 7    | Kilmarnock FC        | 43  | 38 | 17 | 9  | 12 | 73  | 64  | +9   |
| 8    | Ayr United           | 42  | 38 | 16 | 10 | 12 | 87  | 92  | -5   |
| 9    | Saint Johnstone      | 40  | 38 | 17 | 6  | 15 | 74  | 53  | +21  |
| 10   | Falkirk FC           | 38  | 38 | 16 | 6  | 16 | 73  | 68  | +5   |
| 11   | Hamilton Academical  | 38  | 38 | 15 | 8  | 15 | 65  | 79  | -14  |
| 12   | Dundee FC            | 36  | 38 | 15 | 6  | 17 | 68  | 64  | +4   |
| 13   | Partick Thistle FC   | 33  | 38 | 14 | 5  | 19 | 73  | 78  | -5   |
| 14   | Clyde FC             | 31  | 38 | 10 | 11 | 17 | 56  | 70  | -14  |
| 15   | Queen's Park FC      | 31  | 38 | 13 | 5  | 20 | 65  | 85  | -20  |
| 16   | Hibernian FC P       | 27  | 38 | 12 | 3  | 23 | 51  | 69  | -18  |
| 17   | Saint Mirren         | 27  | 38 | 9  | 9  | 20 | 46  | 75  | -29  |
| 18   | Airdrieonians        | 26  | 38 | 10 | 6  | 22 | 59  | 103 | -44  |
| 19   | Third Lanark AC      | 25  | 38 | 8  | 9  | 21 | 62  | 103 | -41  |
| 20   | Cowdenbeath FC       | 15  | 38 | 5  | 5  | 28 | 58  | 118 | -60  |

| Légende : Qualifications et relégations | Légende : Qualifications et relégations                           |
| --------------------------------------- | ----------------------------------------------------------------- |
|                                         | Champion d'Écosse                                                 |
|                                         | Relégation en deuxième division                                   |
|                                         | T : Tenant du titre C : Vainqueur de la Coupe d'Écosse P : Promus |

## Bilan de la saison
| Tableau d'Honneur                |            |
| Compétition                      | Vainqueur  |
| Championnat d'Écosse de football | Rangers FC |
| Coupe d'Écosse de football       | Rangers FC |

| Promotions et relégations |                                    |
| Promus                    | Albion Rovers Dunfermline Athletic |
| Relégués                  | Third Lanark AC Cowdenbeath FC     |

## Statistiques

### Meilleur buteur
1. Jimmy Smith, Rangers FC, 41 buts